# 荒木町
荒木町（あらきまち）は、かつて福岡県三潴郡にあった町で、現在は同県久留米市の地名。域内の大字は全て「荒木町 - 」という冠称が付く。

## 地理
- 河川 ： 広川、上津荒木川
- 現在は、九州新幹線が通過する。
- 現在は、航空自衛隊高良台分屯基地が荒木町藤田に所在。

## 歴史
- 室町時代から戦国時代後半にかけては、柳川城主で筑後十五城の筆頭大名として筑後国を統括していた蒲池氏の所領（ちなみに、この蒲池氏の子孫で江戸時代は柳川藩の家老格だった蒲池家が松田聖子（蒲池法子）の生家）。
- 江戸時代は久留米藩の藩領。

## 沿革
- 1889年4月1日 - 町村制施行に伴い荒木村、下荒木村、今村および字野田を除く白口村が合併して三潴郡荒木村が成立。
- 1949年9月1日 - 荒木村が町制施行して荒木町となる。
- 1955年1月1日 - 安武村と合併して筑邦町となり消滅。

## 交通

### 鉄道
- 日本国有鉄道
  - 鹿児島本線
    - 荒木駅

## 教育

### 小学校
- 荒木町立荒木小学校

### 中学校
- 荒木町立荒木中学校

## 工場
現在の状況。
- ピーエス三菱久留米工場
- ピラミッド久留米工場
- 福徳長酒類久留米工場

## 出身有名人
- 松田聖子（筑邦町に合併後に誕生）